# Rinerhorn
Rinerhorn är en bergstopp i Schweiz.   Den ligger i regionen Prättigau/Davos och kantonen Graubünden, i den östra delen av landet, 180 km öster om huvudstaden Bern. Toppen på Rinerhorn är 2 528 meter över havet, eller 37 meter över den omgivande terrängen. Bredden vid basen är 0,13 km.
Terrängen runt Rinerhorn är huvudsakligen bergig, men söderut är den kuperad. Närmaste större samhälle är Davos, 7,4 km norr om Rinerhorn. 
Trakten runt Rinerhorn består i huvudsak av gräsmarker. Runt Rinerhorn är det mycket glesbefolkat, med 3 invånare per kvadratkilometer.